# Pasek and Paul
Benj Pasek (Filadélfia, 9 de junho de 1985) e Justin Paul (St. Louis, 3 de janeiro de 1985), conhecidos pela indústria fonográfica como Pasek and Paul, são uma dupla de compositores estadunidenses. Dentre seus trabalhos, estão diversos musicais teatrais, além da composição da letra do filme musical La La Land, Trolls, The Greatest Showman e Aladdin.
Ambos são graduados na Universidade de Michigan e venceram o Critics' Choice Movie Awards, em dezembro de 2016, por "City of Stars".